# Everett Silvertips
Die Everett Silvertips sind eine Eishockeymannschaft aus Everett im US-Bundesstaat Washington. Das Team spielt seit 2003 in einer der drei höchsten kanadischen Junioren-Eishockeyligen, der Western Hockey League (WHL).

## Geschichte
Die Everett Silvertips wurden vor der Saison 2003/04 als Franchise der Western Hockey League gegründet. In ihrer ersten Spielzeit erreichten sie auf Anhieb das Finale um den Ed Chynoweth Cup, in dem sie allerdings in der Best-of-Seven-Serie den Medicine Hat Tigers mit einem Sweep unterlagen. Obwohl die Silvertips bislang in jedem Jahr die Playoffs erreicht haben, konnten sie ihre Dominanz der ersten Jahre in ihrer Division (sie gewannen die U.S. Division 2004, 2006 und 2007) nicht aufrechterhalten und beendeten sie zuletzt zweimal auf dem vierten und somit vorletzten Platz.

## Saisonstatistik
Abkürzungen: GP = Spiele, W = Siege, L = Niederlagen, T = Unentschieden, OTL = Niederlagen nach Overtime SOL = Niederlagen nach Shootout, Pts = Punkte, GF = Erzielte Tore, GA = Gegentore, PIM = Strafminuten
| Saison  | GP | W  | L  | T | OTL | SOL | Pts | GF  | GA  | Platz    | Playoffs                        |
| 2003–04 | 72 | 35 | 27 | 8 | 2   | —   | 80  | 157 | 153 | 1., U.S. | Niederlage im Finale            |
| 2004–05 | 72 | 33 | 28 | 9 | 2   | —   | 77  | 167 | 149 | 3., U.S. | Niederlage in der zweiten Runde |
| 2005–06 | 72 | 40 | 27 | — | 2   | 3   | 85  | 203 | 158 | 1., U.S. | Niederlage in der dritten Runde |
| 2006–07 | 72 | 54 | 15 | — | 1   | 2   | 111 | 239 | 142 | 1., U.S. | Niederlage in der zweiten Runde |
| 2007–08 | 72 | 39 | 30 | — | 0   | 3   | 81  | 205 | 198 | 4., U.S. | Niederlage in der ersten Runde  |
| 2008–09 | 72 | 27 | 36 | — | 7   | 2   | 63  | 199 | 259 | 4., U.S. | Niederlage in der ersten Runde  |
| 2009–10 | 72 | 46 | 21 | — | 3   | 2   | 97  | 232 | 175 | 2., U.S. | Niederlage in der ersten Runde  |
| 2010–11 | 72 | 28 | 33 | — | 7   | 4   | 67  | 172 | 218 | 4., U.S. | Niederlage in der ersten Runde  |
| 2011–12 | 72 | 22 | 40 | — | 2   | 8   | 54  | 185 | 268 | 4., U.S. | Niederlage in der ersten Runde  |
| 2012–13 | 72 | 25 | 40 | — | 3   | 4   | 57  | 172 | 268 | 5., U.S. | Niederlage in der ersten Runde  |
| 2013–14 | 72 | 39 | 23 | — | 7   | 3   | 88  | 218 | 206 | 3., U.S. | Niederlage in der ersten Runde  |

## Ehemalige Spieler
Folgende Spieler der Everett Silvertips waren im Laufe ihrer Karriere in der National Hockey League aktiv:
- Riley Armstrong
- Ivan Baranka
- Leland Irving
- Radko Gudas
- Zach Hamill
- Carter Hart
- Shaun Heshka
- Noah Juulsen
- Jujhar Khaira
- Peter Mueller
- Mirco Müller
- Ryan Murray
- Nikita Schtscherbak
- Michael Wall

## Team-Rekorde

### Karriererekorde
Spiele: 335  Shane Harper
Tore: 107  Tyler Maxwell
Assists: 175  Zach Hamill
Punkte: 262   Zach Hamill
Strafminuten: 528  Kyle Beach

## Trainer
- Kevin Constantine (2003–2007)
- John Becanic (2007–2009)
- Craig Hartsburg (2009–2011)
- Mark Ferner (2011–2013)
- Kevin Constantine (seit 2013)